# Gymnastikos Syllogos Kymis
Il G.S. Kymi è una società cestistica avente sede a Kymi, in Grecia. Fondata nel 2010, gioca nel campionato greco.

## Roster 2018-2019
Aggiornato al 25 gennaio 2019.
|    | Naz.                                 | Ruolo | Sportivo              | Anno | Alt. | Peso |  |
| -- | ------------------------------------ | ----- | --------------------- | ---- | ---- | ---- |  |
| 0  | Stati Uniti (bandiera)               | C     | Chris Horton          | 1994 | 203  | 102  |  |
| 2  | Stati Uniti (bandiera)               | G     | Scott Suggs           | 1989 | 198  | 88   |  |
| 3  | Stati Uniti (bandiera)               | P     | JeQuan Lewis          | 1994 | 185  | 82   |  |
| 4  | Grecia (bandiera)                    | C     | Stauros Toutziarakīs  | 1987 | 210  | 104  |  |
| 6  | Stati Uniti (bandiera)               | AG    | DeVaughn Washington   | 1989 | 203  | 102  |  |
| 7  | Grecia (bandiera)                    | P     | Dīmītrīs Geromichalos | 1994 | 185  | 85   |  |
| 9  | Grecia (bandiera)                    | AG    | Giōrgos Tsiaras       | 1982 | 207  | 111  |  |
| 11 | Grecia (bandiera)                    | P     | Stelios Poulianitīs   | 1995 | 185  | 81   |  |
| 12 | Stati Uniti (bandiera)               | G     | Matt Williams         | 1993 | 196  | 95   |  |
| 14 | Grecia (bandiera)                    | GA    | Dimitris Margelis     | 1998 | 201  |      |  |
| 16 | Grecia (bandiera)                    | AC    | Parīs Maragkos        | 1994 | 206  | 110  |  |
| 19 | Cipro (bandiera) · Grecia (bandiera) | AP    | Nikolaos Stylianou    | 1988 | 198  | 85   |  |
| 21 | Grecia (bandiera)                    | AP    | Lefteris Mitsibonas   | 1999 | 199  | 95   |  |
|    | Stati Uniti (bandiera)               | G     | Kevin Ware            | 1993 | 188  | 77   |  |

### Staff tecnico
| Allenatore: | Isidoros Koutsos   |
| Assistenti: | Dimitris Varvounis |

## Palmarès
- A2 Basket League: 1

2015-2016